# Відпільна
Відпільна — річка в Полтавській області, ліва притока річки Сули (басейн Дніпра). 
Є старим руслом Сули. 
Довжина річки — 13,2 км, ширина — 25—30 м, глибина — 2—3 м.
Похил річки — 0,07 м/км. 
Тече територією Семенівського району.